# UGC 3714
LEDA/PGC 20398, auch UGC 3714, ist eine spiralförmige Radiogalaxie vom Hubble-Typ S? pec im Sternbild Giraffe am Nordsternhimmel. Sie ist schätzungsweise 142 Millionen Lichtjahre von der Milchstraße entfernt und hat einen Durchmesser von etwa 75.000 Lichtjahren.
Sie ist die hellste Galaxie der zehn Mitglieder zählenden Lyons Groups of Galaxies LGG 141. 

## UGC 3714-Gruppe (LGG 141)
| Galaxie        | Alternativname | Entfernung / Mio. Lj |
| -------------- | -------------- | -------------------- |
| UGC 3697       | PGC 20348      | 145                  |
| LEDA/PGC 20844 | UGC 3804       | 133                  |
| LEDA/PGC 21065 | UGC 3838       | 142                  |
| LEDA/PGC 21230 | UGC 3878       | 141                  |
| LEDA/PGC 20048 | UGC 3626       | 151                  |
| LEDA/PGC 20133 | UGC 3644       | 150                  |
| LEDA/PGC 20383 | UGC 3705       | 126                  |
| LEDA/PGC 20460 | UGC 3730       | 126                  |
| LEDA/PGC 20362 | UGC 3701       | 136                  |
| LEDA/PGC 20398 | UGC 3714       | 142                  |